# Borsukî, Haisîn
Borsukî (în ucraineană Борсуки) este un sat în comuna Kușciînți din raionul Haisîn, regiunea Vinnița, Ucraina.

## Demografie
Componența lingvistică a localității Borsukî
     Ucraineană (97,29%)
     Alte limbi (0,9%)
Conform recensământului din 2001, majoritatea populației localității Borsukî era vorbitoare de ucraineană (97,29%), existând în minoritate și vorbitori de alte limbi.